# Ваља Ђођешти (Алба)
Ваља Ђођешти (рум. Valea Giogești) насеље је у Румунији у округу Алба у општини Могош. Општина се налази на надморској висини од 931 m.

## Становништво
Према подацима из 2002. године у насељу је живело 41 становника, од којих су сви румунске националности.